# Ernst Baasland

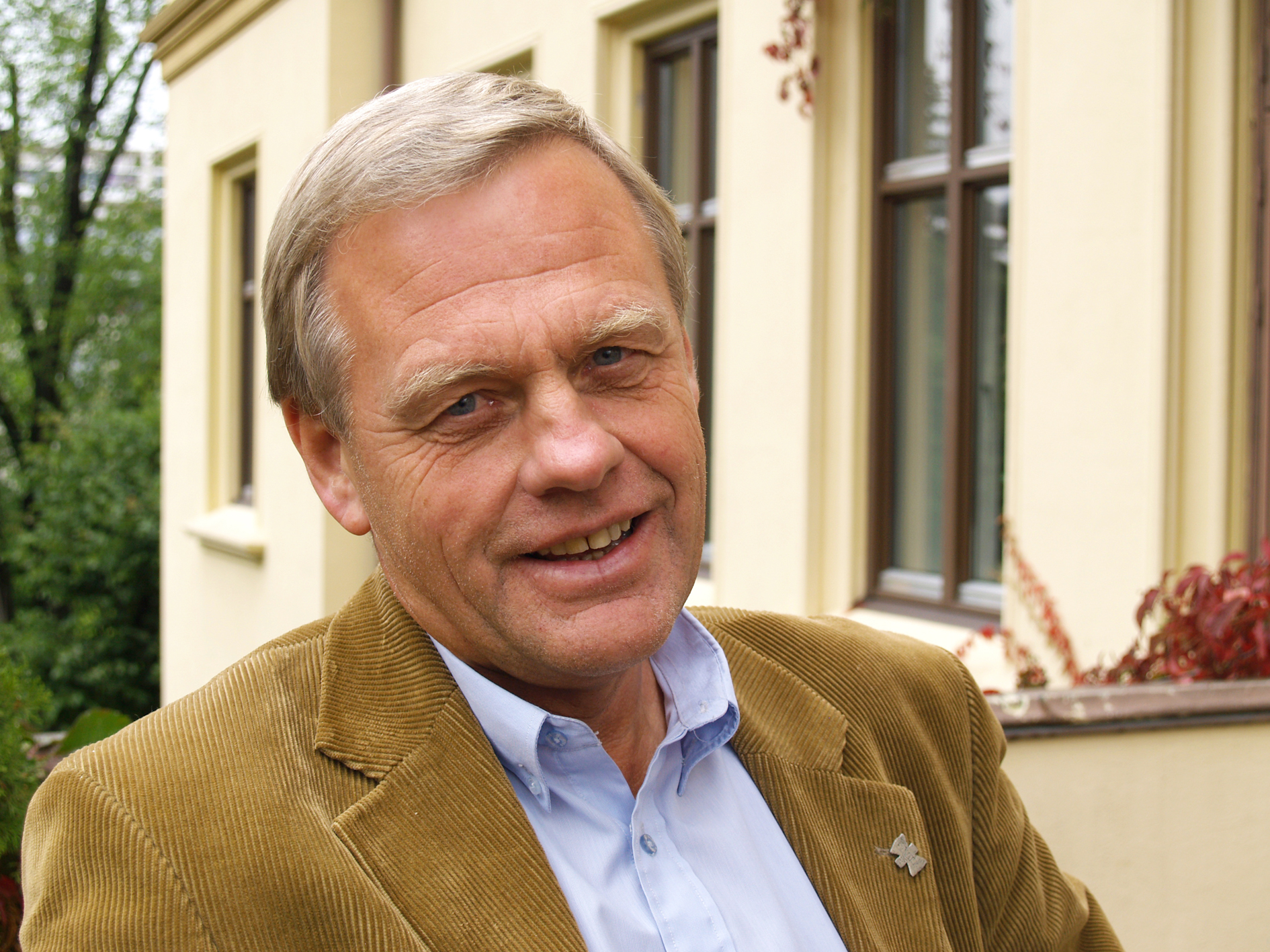
Ernst Baasland.

Ernst Oddvar Baasland, född den 3 april 1945 i Kristiansand, är en norsk biskop, seniorrådgivare i Kultur- og kirkedepartementet. 

## Biografi
Baasland fick sin teologiska utbildning vid Misjonsskolen (nuvarande Misjonshøgskolen) i Stavanger och  Menighetsfakultetet i Oslo, med studieuppehåll i Erlangen och Tübingen, och blev cand.theol. 1970. 
Efter ett år som fältpräst i Bodø kom Baasland tillbaka till Menighetsfakultetet där han var stipendiat från 1972 till 1975.  Han arbetade med sin doktorsgrad och därefter på olika undervisningsbefattningar vid Menighetsfakultetet. 
Baasland blev teologie doktor 1981 vid Universitetet i Oslo och kallades till professor i Nya Testamentet vid Menighetsfakultetet 1984.  Den posten upprätthöll han tills han 1998 utnämndes till biskop i Stavanger. 
Baasland var också gästprofessor vid Lutheran Theological Seminary (LTS) i Hongkong 1996-98.
Baasland prästvigdes inte förrän 1998, efter biskopsutnämningen och innan han senare samma år blev vigd till biskop.
Baasland är gift och har fyra söner.
Den 11 september 2008 blev det känt i media att Baasland gick i personlig konkurs efter att ha försökt hjälpa en av sina söner, Bjarte Baasland, att betala sina skulder. 
Den 10 december samma år kungjordes att biskop Baasland hade sökt avsked från och med den 15 juni 2009. Bakgrunden var den pågående konkursbehandlingen.